# Dénombrement des cratères d'impact

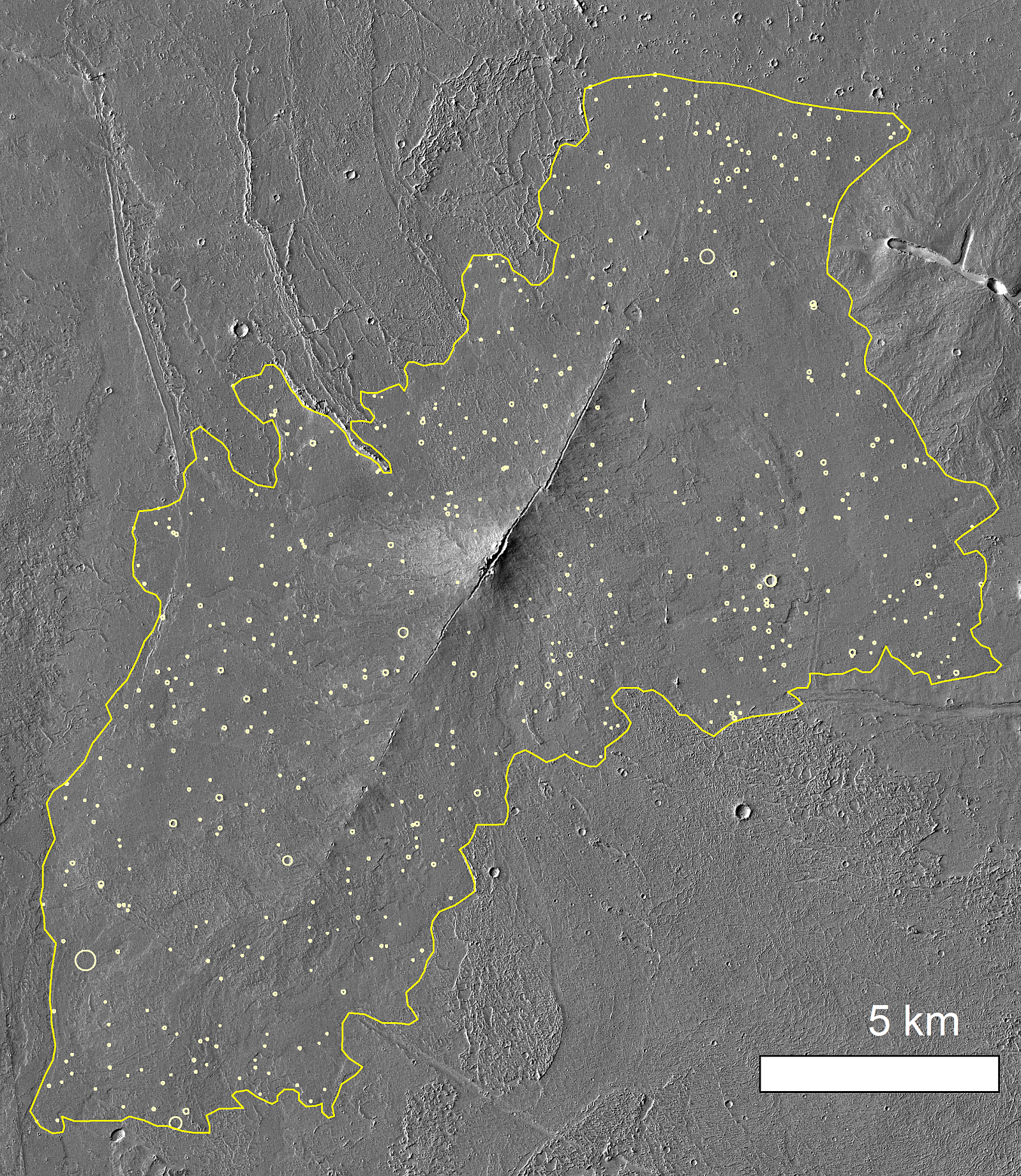
Volcan bouclier de la région de Tharsis, sur Mars. La ligne en jaune indique les limites de la surface étudiée, et les cercles repèrent les cratères d'impact dénombrés pour la datation.

Le dénombrement des cratères d'impact est une méthode de datation absolue de la surface ou d'une portion de surface d'un corps céleste (planète, planète naine, satellite, astéroïde ou comète). L'âge obtenu est appelé âge de cratérisation.
Cette méthode est basée sur l'idée qu'une surface nouvellement formée est dépourvue de cratères d'impact, et que ceux-ci s'accumulent ensuite au fil du temps. Pour l'appliquer il faut procéder à un comptage exhaustif (sur toute la surface ou sur une portion représentative) des cratères de diamètre supérieur à un certain seuil (qui dépend de la résolution des photographies ou des images radar disponibles). Il faut aussi être capable d'estimer le taux de cratérisation. Ce dernier a été calibré dans le cas de la Lune grâce aux échantillons ramenés sur Terre par les sondes Luna et les missions Apollo, il a ensuite été extrapolé aux autres corps du Système solaire en tenant compte de leur taille et de leur éloignement du Soleil.

## Âges de cratérisation des surfaces lunaires
La détermination du flux des impacts lunaires est essentielle pour contraindre la dynamique et l'accrétion de tous les corps du Système solaire,,. L'enregistrement des cratères d'impact sur la Lune, très complet, a longtemps conduit à estimer que le flux d'impact lunaire a subi un déclin exponentiel d'environ 4 à 3 Ga (milliards d'années) (avec peut-être un pic entre 4,2 et 3,9 Ga,) suivi d'un déclin essentiellement linéaire après 3,2 Ga,.
L'étalonnage des courbes de flux souffrait cependant d'un manque d'unités géologiques dûment datées à plus de 3,92 Ga ou entre 0,8 et 3,1 Ga. De plus, le flux d'impact directement déduit des densités de cratères est biaisé en raison de la dégradation topographique, des différences de propriétés mécaniques des cibles et de l'effacement préférentiel des petits cratères par la formation des plus grands,. Par conséquent, l'évolution du flux d'impact lunaire restait incertaine. En 2023, un réexamen des données prenant en compte ces différents artefacts montrant un flux d'impacteurs sensiblement constant depuis environ 3,8 Ga et un flux antérieur supérieur d'un facteur 100 aux estimations antérieures ; les cratères plus anciens que 3,8 Ga ont principalement été produits par des planétésimaux (reliquats de l'accrétion des planètes) plutôt que par des astéroïdes, en cohérence avec la migration précoce des planètes géantes.

## Âges de cratérisation des surfaces martiennes
La précision des âges obtenus pour les surfaces relativement jeunes de Mars est sujette à controverse en raison de l'abondance des cratères secondaires (cratères d'impact créés par les débris d'un impact principal). Dans le cas, du cratère Zunil, par exemple, on a mis en évidence une centaine de cratères secondaires, dont certains à plus de 1 000 km de l'impact primaire,.